# Giáo hoàng Biển Đức IV
Biển Đức IV hoặc Bênêđictô IV (Latinh: Benedictus IV) là vị giáo hoàng thứ 117 của Giáo hội Công giáo.
Theo niên giám Tòa Thánh năm 1806 thì ông đắc cử Giáo hoàng vào năm 900 và ở ngôi Giáo hoàng trong 3 năm. Niên giám tòa thánh năm 2003 xác định triều đại của ông kéo dài từ tháng 2 năm 900 cho tới tháng 7 năm 903.
Benedictus IV sinh tại Rôma, người Ý. Ông tiếp tục đường hướng của Cố Giáo hoàng Formosus là chống lại quyền lực của vương hầu Lamã lúc bấy giờ. Benedictus IV đã phải đối diện với những công việc mà ông không đủ khả năng gánh vác. Quân Hungary xâm chiếm phía bắc, quân Saracen xâm chiếm phía nam nước Ý.
Ông không được ai giúp đỡ cả. Đức Giáo hoàng và Rôma bị cô lập và không được bảo vệ. Giữa tình hình tham nhũng, đồi bại lan tràn khắp nơi, ngài có công lớn gìn giữ sự tinh tuyền của Toà Thánh. Trong sự hỗn loạn khủng khiếp với những mưu đồ và thù hận, ông luôn tìm ra con đường công chính.
Ông qua đời vào mùa hè 903.